# سيدريك هندرسون (لاعب كرة سلة مواليد 1965)
سيدريك هندرسون (بالإنجليزية: Cedric Henderson)‏ مواليد 3 أكتوبر 1965 في ماريتا، هو لاعب كرة سلة أمريكي سابق. بدأ مسيرته الاحترافية في سنة 1985. تم اختياره من قبل فريق أتلانتا هوكس خلال الدرافت. يبلغ طوله 6 قدم 8 بوصة (2.0 م). اعتزل اللعب في 1995.

## المسيرة الاحترافية
لعب مع أولمبيا ميلانو في الدوري الإيطالي في موسم 1985–1986، ثم لعب مع أتلانتا هوكس في سنة 1986، ثم لعب مع ميلووكي باكز في سنة 1986.

## روابط خارجية
- سيدريك هندرسون على موقع إن بي أي (الإنجليزية)
- سيدريك هندرسون على موقع سبورتس رفرنس (الإنجليزية)
- سيدريك هندرسون على موقع كلية كرة السلة في سبورتس رفرنس.كوم (الإنجليزية)
- سيدريك هندرسون على موقع ريلجم (الإنجليزية)